# Incidente ferroviario di Mansi
L'incidente ferroviario di Mansi, chiamato anche disastro ferroviario del Bihar, avvenne il 6 giugno 1981, quando un treno passeggeri deragliò durante l'attraversamento del ponte sul fiume Bagmati, tra le stazioni di Mansi e Saharsa, nello Stato di Bihar, in India.
Il treno espresso Kalka Mail era composto da una locomotiva che trainava nove carrozze passeggeri, con a bordo più di 500 passeggeri, forse addirittura 1000 persone. Le cause dell'incidente rimangono tuttora incerte, a causa delle poche informazioni disponibili; tuttavia si ipotizza che, mentre il treno stava viaggiando a tutta velocità, il macchinista abbia azionato i freni d'emergenza dopo aver avvistato una mucca ferma sul binario: in base alle immagini del luogo del disastro, la sovrastruttura del ponte fluviale potrebbe essere scivolata, trascinando nel fiume le ultime sette vetture del treno, travolte poi dalle acque fangose del fiume Bagmati.
Nelle fonti sono riferite anche altre possibili cause o fattori dell'incidente, tra cui un ciclone, un'improvvisa ondata di piena del fiume o un guasto ai freni.
Date le condizioni meteorologiche avverse, le squadre dei soccorsi ebbero difficoltà a raggiungere il luogo del disastro. Dopo cinque giorni di ricerche furono recuperati 215 cadaveri, mentre altre centinaia risultarono dispersi e portati via dalle acque fangose del fiume. Il bilancio dell'incidente, uno dei più gravi avvenuti al mondo per numero di vittime, è stimato da alcune fonti fra i 500 e gli 800 o più morti.